# کریگ (میزوری)
کریگ (به انگلیسی: Craig) یک شهر در ایالات متحده آمریکا است که در شهرستان هالت، میزوری واقع شده‌است. کریگ ۰٫۷۰ کیلومتر مربع مساحت و ۲۴۸ نفر جمعیت دارد و ۲۶۵ متر بالاتر از سطح دریا واقع شده‌است.